# Calochortaceae
Calochortaceae es una familia de plantas monocotiledóneas reconocida por algunos sistemas de clasificación de plantas, como el Sistema de Dahlgren, en ese sistema posee un solo género, Calochortus. Tradicionalmente, y de acuerdo además con otros sistemas de clasificación modernos (Sistema APG II), el género Calochortus se ubica dentro de la familia de las Liliáceas, en la subfamilia Calochortoideae Dumort., junto con los géneros afines Prosartes, Scoliopus, Streptopus y Tricyrtis. 
En la clasificación de Tamura (1998) para el Families and Genera of Flowering Plants de Springer Verlag, Calochortaceae está reconocida y comprende a los géneros que hoy en día se consideran como la subfamilia Calochortoideae de la familia de las Liliáceas.